# Пайпер Мару (Цілком таємно)

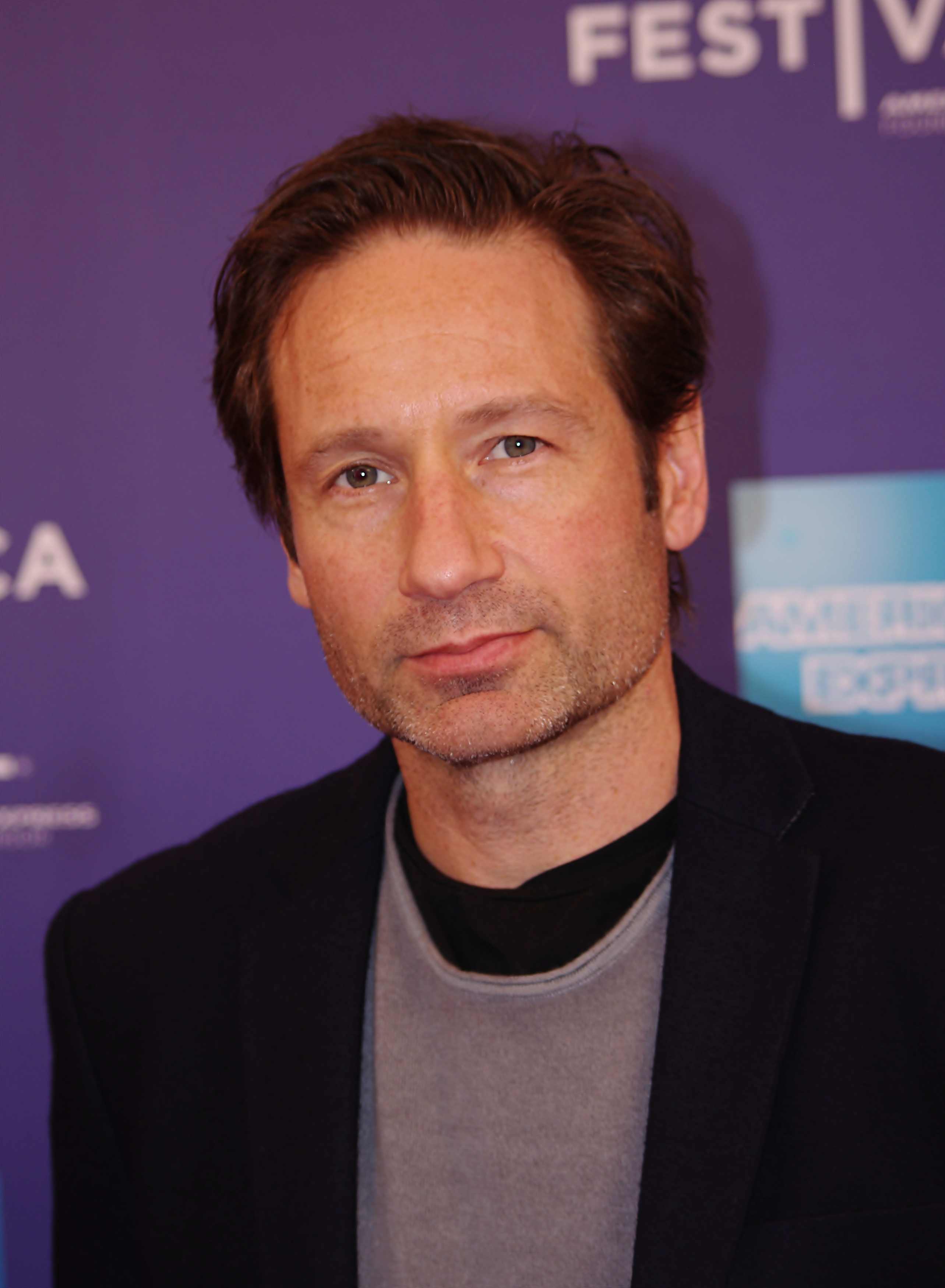

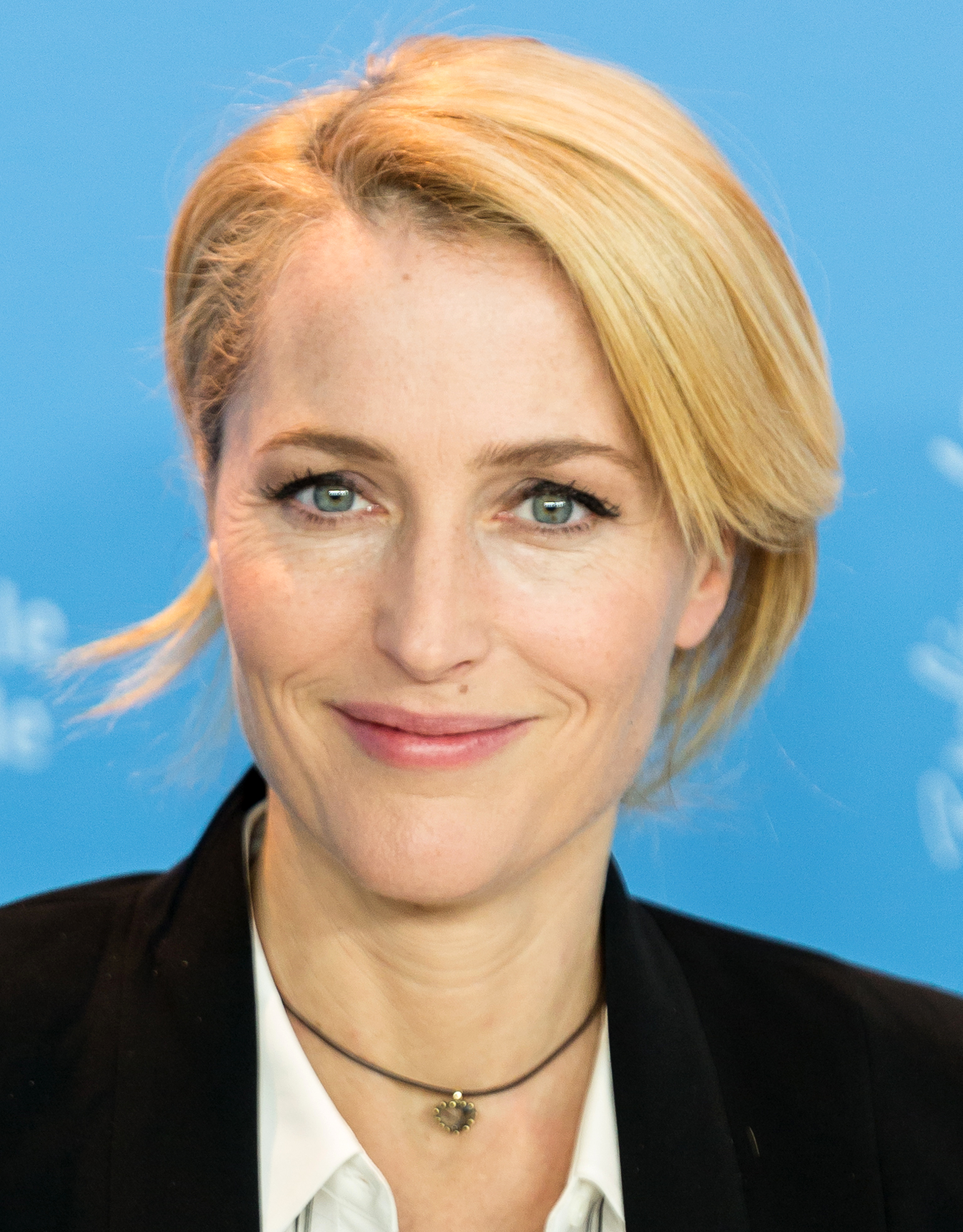

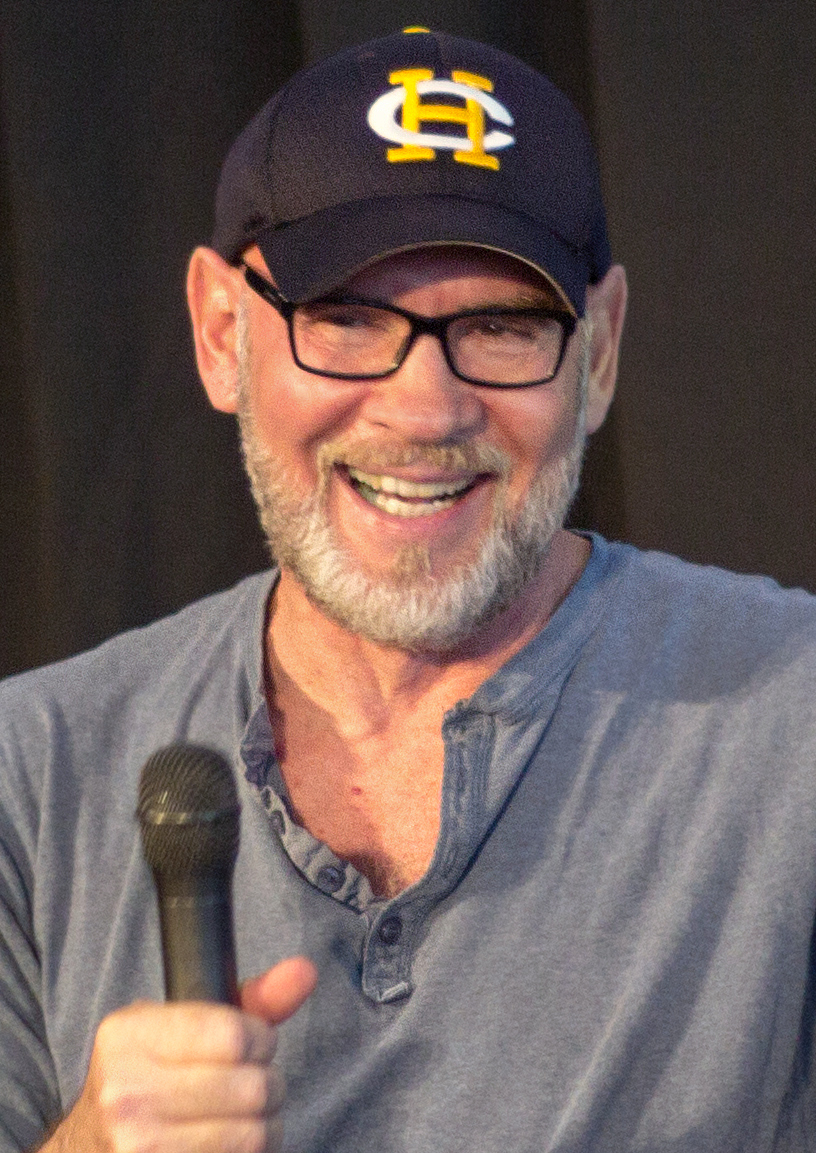

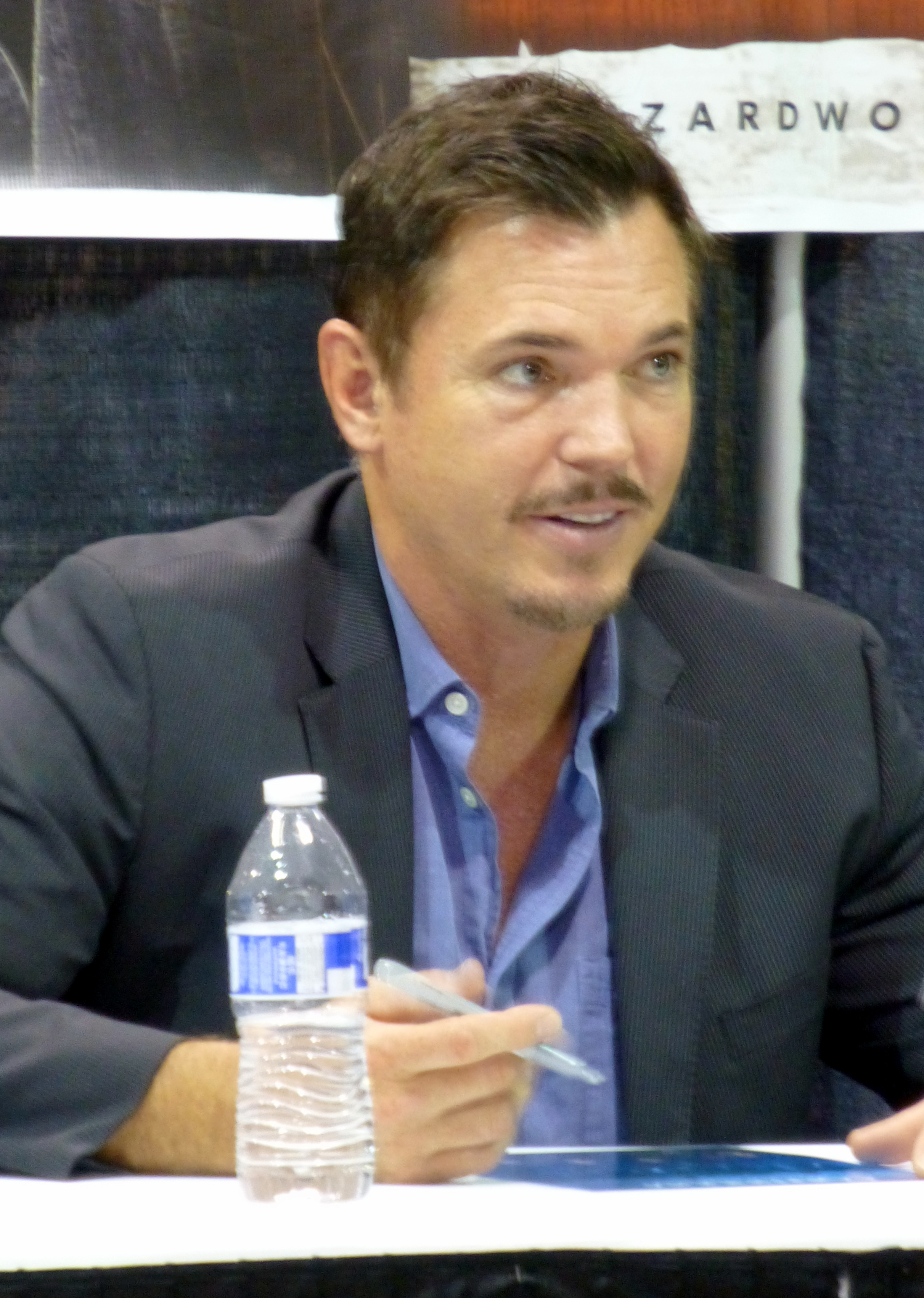

«Пайпер Мару» — п'ятнадцята серія третього сезону американського науково-фантастичного серіалу «Цілком таємно». Вперше була показана на телеканалі Фокс 9 лютого 1996 року. Сценарій до нього написали Френк Спотніц та Кріс Картер, а режисером був Роб Боуман. Ця серія отримала рейтинг Нільсена в 10,6 бала і її подивились 16,44 млн осіб. Серія отримала переважно позитивні відгуки від критиків.
Серіал розповідає про двох агентів ФБР Фокса Малдера (роль виконав Девід Духовни) та Дейну Скаллі (роль виконала Джилліан Андерсон), які розслідують паранормальні випадки, що називають «файли X». В цій серії французькі дослідники спускають водолаза до уламків літака часів Другої світової війни. Але згодом весь екіпаж човна, крім водолаза, уражений радіацією. Агенти Малдер та Скаллі починають з'ясовувати, що могло стати джерелом радіації. «Пайпер Мару» є першою частиною двосерійного сюжету, який буде продовжений в серії «Апокриф».
Серія «Пайпер Мару» була створена, щоб показати дві сцени, які з самого початку зйомок серіалу Кріс Картер хотів зняти. Перша — це водолаз, який знаходить досі живого пілота в уламках літака Другої світової війни. Друга — це чорно-білі спогади з підводного човна. Назва епізоду є першим та середнім ім'ям дочки Джилліан Андерсон, яка народилась під час зйомок другого сезону.

## Сюжет
Французький пошуковий човен «Пайпер Мару» шукає в Тихому океані уламки літаків-учасників Другої світової війни. Коли вони знаходять один, то спускають до нього водолаза Готьє. Коли він наближається до уламків літака, то бачить всередині досі живого пілота. Раптом зв'язок пропадає. Готьє терміново дістають з води. Його контролює нафтоподібна речовина.
У штаб-квартирі ФБР помічник директора Скіннер повідомляє Скаллі, що розслідування вбивства її сестри закрите, не зважаючи на докази, які вдалось зібрати. Після цього Скаллі зайшла в кабінет Малдера, і він їй розповів про човен «Пайпер Мару», екіпаж якого зараз перебуває в лікарні з важкими радіаційними опіками. Саме судно пришвартоване в порту у Сан-Дієго. Агенти приїздять у лікарню, де знаходиться екіпаж човна та з'ясовують, що один із членів екіпажу, Готьє, чомусь залишився зовсім неушкодженим. Після цього агенти їдуть до човна і там з'ясовують, що на ньому не знайдено жодної радіації. Агенти обшукують човен. Малдер знаходить залишки нафтоподібної речовини на акваланзі Готьє. Агенти переглядають запис з камери, яка прикріплена до акваланга, і бачать там уламки літака P-51 Mustang. Тим часом Готьє приходить до себе додому і перевертає все вверх дном шукаючи щось. Коли приходить його дружина, нафтоподібна речовина переміщається в неї.
Скаллі відвідує давнього друга свого батька командора Крістофера Йохансона, щоб розпитати його про P-51 Mustang. Він розповідає, що підводний човен «Зеос Фабер», на якому він служив, відправили для пошуків збитого бомбардувальника. Коли вони наблизились до уламків літака, у багатьох членів екіпажу почали з'являтися радіаційні опіки. Капітан категорично відмовлявся повертатись назад, тому Йохансону довелось взяти участь у заколоті проти капітана, щоб повернутись і вижити. Тим часом Малдер приходить додому до Готьє і бачить, що він лежить на підлозі й на ньому сліди нафтоподібної речовини. Готьє нічого не пам'ятає після моменту, коли побачив уламки літака. Малдер бачить лист від власника човна Дж. Каленчука. Малдер приїжджає в офіс Каленчука, але його секретарка повідомляє, що він поїхав. Малдер вирішує прослідкувати за нею. Він бачить, як якісь озброєні люди штурмують офіс, а секретарка тим часом втікає на машині. Малдер їде за нею. Вона сідає на літак до Гонконгу, і Малдер сідає в той самий літак. В Гонконзі він здогадується, що вона і є «Дж. Каленчук» й що вона продає урядові секрети. Малдер приковує її до себе наручниками й іде з нею до офісу. Там на неї чекає Алекс Крайчек, який продає секрети з касети, якою заволодів раніше. Крайчек викидає Каленчук з кабінету і зачиняє двері, так що Каленчук опиняється ззовні, а Малдер всередині. Ззовні чутно постріли — Каленчук застрелили. Крайчек втікає через вікно. Малдер ледь встигає знайти ключ, відстібнутись від Каленчук та втекти, коли група озброєних людей вривається всередину. Тим часом приходить дружина Готьє і вражає цю групу озброєних людей радіацією.
В цей же час у Вашингтоні чоловік, який застрелив Меліссу Скаллі, стріляє в Скіннера. Скіннер виживає і його доставляють у лікарню. У Гонконзі Малдер ловить Крайчека в аеропорту, забирає в нього пістолет і вимагає від нього касету. Крайчек каже, що касета у Вашингтоні. Малдер відпускає Крайчека в туалет, але туди ж заходить дружина Готьє. Нафтоподібна речовина переходить від неї до Крайчека.

## Створення
Серія «Пайпер Мару» була створена, щоб показати дві сцени, які з самого початку зйомок серіалу Кріс Картер хотів зняти. Перша — це водолаз, який знаходить досі живого пілота в уламках літака Другої світової війни. Друга — це чорно-білі спогади з підводного човна. Назва епізоду є першим та середнім ім'ям дочки Джилліан Андерсон, яка народилась під час зйомок другого сезону. Роб Боуман поділився з Крісом Картером своїм досвідом дайвінгу, відчуваючи, що серія зі знаходженням «чогось моторошного» під водою буде гарною ідеєю. Також Картер хотів повернути в серіал касету з документами із серії «Скріпка».
Френк Спотніц почав працювати над сценарієм до серії одразу після закінчення роботи над сценарієм до серії «731». Він пише сценарій у польоті з Міннеаполіса. Через те, що він забув купити папір, йому доводиться писати на журналі. Персонаж Гатьє був названий на честь спеціаліста із спецефектів Девіда Гатьє.
Сцена на початку серії була знята у великому баку із водою, уламки літака були виготовлені артдиректором. Останню сцену фільму вирішили перезняти. Спочатку зняли, як Малдер та Крайчек проходять повз камеру, але потім вирішили, що буде краще, якщо вони йтимуть прямо на неї. Боуман сказав, що «Нік [Ніколас Леа, який виконував роль Крайчека] стрибнув би під колеса вантажівки, якби думав, що це зробить сцену кращою». Нафтоподібна речовина була домальована на рогівках очей акторів за допомогою комп'ютерної графіки. Для інших випадків використовували суміш нафти та ацетону. Людиною всередині уламків літака був координатор з конструкцій серіалу Роберт Майєр. Участю в цій сцені він здійснив свою давню мрію — попрацювати каскадером.

також корабель (криголам " Piper Maru") з'явився у фільмі  _ "Чужий проти Хижака" 2004.

## Знімались
| Актор             | Роль                |
| ----------------- | ------------------- |
| Девід Духовни     | Фокс Малдер         |
| Джилліан Андерсон | Дейна Скаллі        |
| Мітч Піледжі      | Волтер Скіннер      |
| Ніколас Ліа       | Алекс Крайчек       |
| Роберт Клотьє     | Крістофер Йохансен  |
| Моріс Панич       | Сивий чоловік       |
| Теган Мосс        | молода Дейна Скаллі |
| Трм Шолте         | молодий Йохансен    |